# Hanne Maudens
Hanne Maudens (ur. 12 marca 1997) – belgijska lekkoatletka specjalizująca się w skoku w dal i wielobojach.
W 2013 zdobyła srebro w rywalizacji skoku w dal podczas olimpijskiego festiwalu młodzieży Europy. W tej samej konkurencji zajęła 4. miejsce na igrzyskach olimpijskich młodzieży w Nankinie (2014). Wicemistrzyni w siedmioboju na juniorskich mistrzostwach Europy z 2015. Rok później zdobyła brązowy medal podczas mistrzostw świata juniorów w Bydgoszczy. W 2017 zajęła odległe miejsce na mistrzostwach świata w Londynie.
Złota medalistka mistrzostw Belgii.

## Osiągnięcia
| Rok  | Impreza                                               | Miejsce    | Konkurencja             | Lokata      | Wynik     |
| ---- | ----------------------------------------------------- | ---------- | ----------------------- | ----------- | --------- |
| 2013 | Olimpijski festiwal młodzieży Europy                  | Utrecht    | skok w dal              | 2. miejsce  | 6,06w     |
| 2014 | Kwalifikacje Europy do igrzysk olimpijskich młodzieży | Baku       | skok w dal              | 2. miejsce  | 6,15      |
| 2014 | Igrzyska olimpijskie młodzieży                        | Nankin     | skok w dal              | 4. miejsce  | 6,04      |
| 2015 | Mistrzostwa Europy juniorów                           | Eskilstuna | skok w dal              | 5. miejsce  | 6,29w     |
| 2015 | Mistrzostwa Europy juniorów                           | Eskilstuna | siedmiobój              | 2. miejsce  | 5720 pkt. |
| 2016 | Mistrzostwa świata juniorów                           | Bydgoszcz  | siedmiobój              | 3. miejsce  | 5881 pkt. |
| 2017 | Młodzieżowe mistrzostwa Europy                        | Bydgoszcz  | skok w dal              | 12. miejsce | 6,12      |
| 2017 | Młodzieżowe mistrzostwa Europy                        | Bydgoszcz  | siedmiobój              | –           | DNF       |
| 2017 | Mistrzostwa świata                                    | Londyn     | siedmiobój              | 23. miejsce | 5749 pkt. |
| 2018 | Mistrzostwa Europy                                    | Berlin     | siedmiobój              | 10. miejsce | 6104 pkt. |
| 2019 | Halowe mistrzostwa Europy                             | Glasgow    | skok w dal              | el. –       | DNS       |
| 2019 | Halowe mistrzostwa Europy                             | Glasgow    | pięciobój               | 8. miejsce  | 4440 pkt. |
| 2019 | Młodzieżowe mistrzostwa Europy                        | Gävle      | skok w dal              | 9. miejsce  | 6,09w     |
| 2019 | Młodzieżowe mistrzostwa Europy                        | Gävle      | siedmiobój              | 3. miejsce  | 6093 pkt. |
| 2019 | Mistrzostwa świata                                    | Doha       | siedmiobój              | 11. miejsce | 6088 pkt. |
| 2021 | Halowe mistrzostwa Europy                             | Toruń      | bieg na 400 metrów      | eliminacje  | 53,63     |
| 2021 | World Athletics Relays                                | Chorzów    | sztafeta 4 × 400 metrów | 7. miejsce  | 3:37,66   |

## Rekordy życiowe
- skok w dal (stadion) – 6,51 (2018)
- skok w dal (hala) – 6,53 (2019) rekord Belgii
- pięciobój (hala) – 4569 pkt. (2019)
- siedmiobój – 6252 pkt. (2018)